# Graptemys pulchra
Graptemys pulchra là một loài rùa trong họ Emydidae. Loài này được Baur mô tả khoa học đầu tiên năm 1893.